# ماكس مارا
ماكس مارا (بالإيطالية: Max Mara) هي دار أزياء إيطالية معروفة للملابس الجاهزة. تأسست ماكس مارا عام 1951 في ريدجو إميليا من قبل اشيل ماراموتي (7 يناير 1927 - 12 يناير 2005). امتلكت الشركة بحلول آذار / مارس 2008 ما وصل إلى 2254 متجراً في 90 بلداً.